# Gmina Janikowo
Die Gmina Janikowo ist eine Stadt-und-Land-Gemeinde im Powiat Inowrocławski der Woiwodschaft Kujawien-Pommern in Polen. Ihr Sitz ist die gleichnamige Stadt (deutsch Amsee) mit etwa 8900 Einwohnern.

## Geographie
Die Gemeinde liegt etwa 40 Kilometer südlich von Bydgoszcz (Bromberg) und 45 Kilometer südwestlich von Toruń (Thorn). Der 20 Kilometer lange Jeziora Pakoskie durchzieht das gesamte Gemeindegebiet von Nord nach Süd.

## Geschichte
Der Hauptort erhielt 1962 das Stadtrecht. Die Gemeinde gehörte von 1975 bis 1998 zur Woiwodschaft Bydgoszcz.

## Gliederung
Die Stadt-und-Land-Gemeinde Janikowo hat eine Fläche von 92,3 km². Zur Gemeinde gehören die Stadt selbst, zehn Dörfer mit Schulzenämtern (sołectwa) und weitere kleinere Ortschaften:
| polnischer Name | deutscher Name (1815–1920)          | deutscher Name (1939–45) |
| --------------- | ----------------------------------- | ------------------------ |
| Balice          | Balice                              | Balitze                  |
| Broniewice      | Broniewice                          | Bornheim                 |
| Dębina          | Amalienhof                          | Amalienhof               |
| Dębowo          | Dembowo 1908–18 Eichgrund           | Eichgrund                |
| Dobieszewice    | Dobieszewice                        | Althof                   |
| Dobieszewiczki  | Dobieszewiczki                      | Altdorf                  |
| Głogówiec       | Glogowiec                           | Glogau                   |
| Góry            | Gora                                | Gora                     |
| Janikowo        | Janikowo 190?–18 Amsee              | Amsee                    |
| Jetanowo        | Henriettenhof                       | Henriettenhof            |
| Kołodziejewo    | Altraden                            | Altraden                 |
| Kołuda Mała     | Klein Koluda                        | Kleinwasserburg          |
| Kołuda Wielka   | Groß Koluda                         | Großwasserburg           |
| Ludzisko        | Ludzisk                             | Nordhof                  |
| Ołdrzychowo     | Altenburg                           | Altenburg                |
| Pałuczyna       | Paluschin                           | ?                        |
| Sielec          | Sielec 1904–18 Schellstein          | Schellstein              |
| Skalmierowice   | Skalmierowice 1904–18 Skalmierowitz | ?                        |
| Sosnowiec       | Soßnitz                             | Soßnitz                  |
| Trląg           | - Trlong - Gut Seehorst             | Seehorst                 |
| Wierzejewice    | Wierzejewice                        | Waldau                   |

## Verkehr
Die Woiwodschaftsstraße DW255 durchzieht die Gemeinde von Nord nach Süd, sie führt von Pakość nach Strzelno. Die Autostrada A2 verläuft etwa 50 Kilometer südlich.
Der Hauptort verfügt über einen Bahnhof an der Bahnstrecke Poznań–Toruń, Direktverbindungen bestehen u. a. nach Toruń und Gniezno.
Der internationale Flughafen Bydgoszcz ist etwa 40 Kilometer entfernt.